# الإفلاس في المملكة المتحدة
ينقسم الإفلاس في المملكة المتحدة إلى أنظمة محلية منفصلة في إنجلترا وويلز وأيرلندا الشمالية واسكتلندا. هناك أيضًا قانون إعسار في المملكة المتحدة ينطبق في جميع أنحاء المملكة المتحدة ، حيث يشير الإفلاس فقط إلى إفلاس الأفراد والشراكات. إجراءات أخرى ، مثل الإدارة والتصفية ، تنطبق على الشركات المعسرة. ومع ذلك ، غالبًا ما يستخدم مصطلح «الإفلاس» عند الإشارة إلى الشركات المعسرة في وسائل الإعلام العامة.

## الإفلاس في إنجلترا وويلز
في إنجلترا وويلز ، يخضع الإفلاس للجزء التاسع من قانون الإعسار لعام 1986 (بصيغته المعدلة) وقواعد الإعسار لعام 1986 (بصيغته المعدلة). ينطبق مصطلح الإفلاس فقط على الأفراد ، وليس على الشركات أو الكيانات القانونية الأخرى.
لا يجوز إفلاس الفرد إلا بأمر من المحكمة بعد تقديم التماس الإفلاس. يجوز للفرد تقديم التماسه على أساس أنه معسر ، أي غير قادر على سداد ديونه. يجوز للدائن أو الدائنين أيضا تقديم التماس لإصدار أمر إفلاس ضد مدين فردي.
قبل أن يقدم الدائن التماسًا بشأن الإفلاس ، يجب عليه عادةً أن يقدم أولاً للمدين طلبًا قانونيًا في أحد النماذج المحددة التي تتطلب من المدين دفع المبلغ المطالب به في غضون 21 يومًا من خدمة الطلب. يجوز للمدين أن يتقدم بطلب إلى المحكمة لإلغاء الطلب على أساس أن الدين محل نزاع على أساس حسن النية أو أن لديه دعوى مقابلة أو مقاصة أو طلب متقاطع يساوي أو يتجاوز مبلغ الدين الذي يطالب به الدائن . إذا لم يدفع المدين المبلغ المطالب به في الطلب أو لم يتقدم بطلب لإلغاء الطلب أو إذا رفضت المحكمة طلبه بإلغاء الطلب ، يجوز للدائن تقديم التماس بشأن الإفلاس. وبدلاً من ذلك ، يجوز للدائن تقديم التماس دون تقديم الطلب أولاً إذا فشل تنفيذ الحكم. في كلتا الحالتين يجب أن يكون المدين مدينًا للدائن بما لا يقل عن 5000 جنيه إسترليني ويجب أن تكون المطالبة بمبلغ مصفى ، أي مبلغ ثابت من المال (وليس ، على سبيل المثال ، تعويضات).
يجب تقديم عريضة الإفلاس بشكل عام إلى المدين شخصيًا ، ولكن إذا كان الدائن غير قادر على تقديم الخدمة ، إما لأن المدين قد تهرب من الخدمة أو لا يمكن تتبعه ، فقد تأمر المحكمة بالخدمة البديلة ، أي الخدمة عن طريق البريد أو بطريقة أخرى من المرجح أن يلفت انتباه المدين إلى الطلب.
عند سماع الالتماس ، يجوز للمحكمة إصدار أمر إفلاس إذا كان الدين بلا منازع أو غير قابل للنزاع ، أو رفض الالتماس (على سبيل المثال إذا تم سداد الدين) أو تأجيل الالتماس لمنح المدين وقتًا للدفع.
في حالة إصدار أمر إفلاس ، يتم التعامل مع إدارة شؤون الشخص المفلس من قبل وصي في حالة الإفلاس الذي يجب أن يكون إما حارسًا رسميًا (موظفًا مدنيًا) أو ممارس إعسار مرخص يعينه وزير الخارجية أو الدائنون في دعا الاجتماع لهذا الغرض. تؤول أصول المفلس (باستثناء أدوات تجارته والأساسيات الأخرى) إلى وصيه الذي يتعين عليه تحقيقها (بشكل عام عن طريق بيعها) لدفع أرباح إلى الدائنين.
يخضع المفلس لقيود معينة ، لا سيما أنه لا يجوز له الحصول على الائتمان دون إبلاغ الشخص الذي يقترض منه بأنه مفلس ، وأنه لا يجوز له العمل كمدير لشركة. كما أنه يخضع لالتزامات بإعطاء المعلومات إلى الوصي والتعاون معه في إدارة شؤونه. تتوفر صلاحيات واسعة لتمكين المحكمة من إجبار المفلس على القيام بذلك. وبالمثل ، تتمتع المحكمة بصلاحية التراجع عن مجموعة من المعاملات التي أبرمها المفلس بهدف تبديد أو تقليل قيمة أصوله في الفترة التي سبقت إفلاسه.
بعد دخول أحكام الإفلاس الخاصة بقانون المؤسسة لعام 2002 حيز التنفيذ في أبريل 2004 ، لن يستمر إفلاس إنجلترا وويلز عادةً أكثر من 12 شهرًا وربما أقل ، إذا قدم المستلم الرسمي شهادة في المحكمة تفيد باستكمال تحقيقاته. في نهاية تلك الفترة ، يتم تبرئة المفلس وتتوقف عن تحمل ديون الإفلاس. ومع ذلك ، في الحالات التي يعتبر فيها المفلس مسؤولاً عن إفلاسهم ، يمكن إصدار أمر قيود الإفلاس ، لتمديد بعض قيود الإفلاس لمدة تصل إلى 15 عامًا.
كبديل للإفلاس ، يجوز للمدين اقتراح ترتيب طوعي فردي (IVA) لدائنيه (انظر الجزء الثامن من قانون الإعسار لعام 1986) أو أمر تخفيف عبء الديون إذا لم تتجاوز الديون حدًا معينًا. يأخذ المثير في شكل اقتراح للدائنين لدفع بعض أو كل ديون المدين خلال فترة زمنية عن طريق بيع الأصول أو سداد الدخل أو مزيج من الاثنين. يجب أن تتم الموافقة على الاقتراح من قبل ممارس الإعسار المرخص الذي سيعقد اجتماعًا للدائنين للنظر فيه. تتطلب الموافقة أغلبية الأصوات التي تزيد قيمتها عن 75٪. إذا تمت الموافقة على الاقتراح فإنه ملزم لجميع دائني المدين سواء صوتوا لصالحه أم لا.
من الناحية النظرية ، يمكن للمدين أيضًا تقديم اقتراح إلى دائنيه عن طريق صك ترتيب بموجب قانون صكوك الترتيب لعام 1914 ، ولكن هذا الإجراء قد تم إهماله منذ إدخال الترتيبات الطوعية بموجب قانون الإعسار لعام 1986.

## إحصاءات الإعسار في إنجلترا وويلز
| السنة | المجموع | الإفلاس | أوامر تخفيف الديون | إيفاس  |
| ----- | ------- | ------- | ------------------ | ------ |
| 1997  | 24,441  | 19,892  |                    | 4,545  |
| 1998  | 24,549  | 19,647  |                    | 4,901  |
| 1999  | 28,806  | 21,611  |                    | 7,195  |
| 2000  | 29,528  | 21,550  |                    | 7,978  |
| 2001  | 29,775  | 23,477  |                    | 6,298  |
| 2002  | 30,587  | 24,292  |                    | 6,295  |
| 2003  | 35,604  | 28,021  |                    | 7,583  |
| 2004  | 46,650  | 35,898  |                    | 10,751 |
| 2005  | 67,584  | 47,291  |                    | 20,293 |
| 2006  | 107,288 | 62,956  |                    | 44,332 |
| 2007  | 106,645 | 64,480  |                    | 42,165 |
| 2008  | 106,544 | 67,428  |                    | 39,116 |
| 2009  | 134,142 | 74,670  | 11,831             | 47,641 |
| 2010  | 135,045 | 59,173  | 25,179             | 50,693 |

- المصدر: دائرة الإعسار

## الإفلاس في اسكتلندا
الإفلاس في اسكتلندا يسمى العزل والمنظمة المسؤولة عن إدارة هذه العمليات هي المحاسب في قضية الإفلاس. هناك بدائل للإفلاس يمكن أن تساعد الأفراد في التعامل مع مشاكل الديون ، بما في ذلك مخطط ترتيب الديون. تشمل الخيارات الأخرى صكوك الائتمان المحمية ، وهي اتفاقيات يتم ترتيبها بين الفرد المدين ودائنيه. هناك منظمات تقدم مشورة مهنية مجانية للأفراد الذين يعانون من مشاكل الديون ، ومن بينها Citizens Advice Scotland.

## روابط خارجية
- مديونية الأسرة البريطانية والضغوط المالية: صورة على مستوى الأسرة نشرة ربع سنوية ، مقالات القطاع الشخصي ، شتاء 2004 (تقرير لبنك إنجلترا)
- وثيقة معلومات إفلاس الديون الوطنية